# Wola Laszkowska
Wola Laszkowska – część wsi Laszki w Polsce położona w województwie podkarpackim, w powiecie jarosławskim, w gminie Laszki, w sołectwie Laszki.
W latach 1975–1998 miejscowość była położona w województwie przemyskim.
Wola Laszkowska posiada 38 domów i jest zwarta terytorialnie z Miękiszem Starym. 